# アギラ (ウルトラ怪獣)
アギラは、円谷プロダクションが製作した特撮テレビドラマ『ウルトラセブン』をはじめとする「ウルトラシリーズ」に登場する架空の怪獣。
主人公のモロボシ・ダンがウルトラセブンに変身できない場合、彼に代わって戦うカプセル怪獣の1体である。
名前は円谷英二の三男である円谷粲（あきら、元円谷プロダクション副社長、元円谷映像社長）から採られたもの。
カプセル怪獣の中では登場が遅いうえ、同じカプセル怪獣であるウインダムやミクラスと異なり、『ウルトラセブン1999最終章6部作』や『ウルトラマンメビウス』には登場していないことから知名度は低いが、『ウルトラファイト』ではセミレギュラーとして登場していることから登場回数は最も多い。

## 『ウルトラセブン』に登場するアギラ
第32話「散歩する惑星」、第46話「ダン対セブンの決闘」に登場。
外観は角竜類に近く、額の一本角を武器に高い知能と俊敏な動きで敵を惑わすスピード戦法を得意とする。少々のん気で気弱な一面もある。瞼を半分閉じたような目をしている。体色はグレーで、襟巻きは赤。第46話で体色に黒い斑紋が追加された。
第32話では金色のカプセルから登場。妨害電波によってダンがセブンに変身できなかったため、呼び出される。リッガーを素早い動きで翻弄するが、尻尾攻撃に打ちのめされて敗北し、ダンによってカプセルに回収される。
第46話では赤いカプセルから登場。ダンがポインターにウルトラアイを置き忘れてきたため、呼び出される。セブンと同じ姿かつ同じ能力のにせウルトラセブンに戸惑ったうえに実力差が大きく、翻弄されて崖から突き落とされる。本話では、ダンがアギラをカプセルに戻す描写が存在しない。
- スーツアクター：鈴木邦夫（第32話）[16]、西京利彦（第46話）[17]
- デザインは池谷仙克[2][11]。三角竜がデザインモチーフ[11]。書籍『ウルトラセブン ベストブック』では、恐竜型の怪獣となったのは『セブン』と同時期に放映していた特撮番組『怪獣王子』からの影響と記述している[7]。第46話では、追加の塗装を第32話のスーツにしたものが使用された[18]。
- 鳴き声は第32話と第46話で異なる[2]。
- 当初、第32話でリッガーと戦うカプセル怪獣には『ウルトラQ』のパゴス（準備稿「漂流する惑星」）とウインダム（決定稿）が予定されていた[2][16]が、「視聴率アップのために新しいカプセル怪獣を登場させる」という理由でアギラが登場することになった[11]。
- 未発表作品「宇宙人15+怪獣35」ではピグモンに助けられた病身のダンによってウインダムと共に召喚され、セブンと共に東京に現れた怪獣軍団と戦うシナリオが予定されていた。
- 素早い動きを利した体当たりは、『ウルトラ怪獣攻げき技大図鑑』で「ダイノダッシュ」と命名された。

## 『ウルトラファイト』に登場するアギラ
「アギラ窮地に立つ」など『ウルトラファイト』の新撮映像に複数回登場。
ウルトラセブンの子分であるために他の怪獣とは仲が悪く、よく争いに発展しており、手裏剣投げの修行に励むゴドラを馬鹿にして返り討ちにされたりする。セブンの一の子分を標榜する割には非常に弱く、彼の窮地に駆けつけることが多いが、いつも返り討ちにされる。勝敗は全戦全敗でセブンが加勢して勝ったことはある。ウーとはライバル関係。ナレーションでは「アギラー」と呼称される。
- 着ぐるみは『ウルトラセブン』で使用されたもの[20]に数本の牙を追加しているが、経年劣化に加えて造成地での泥にまみれた闘いの連続により、薄汚れている。

## 『大怪獣バトル ウルトラ銀河伝説 THE MOVIE』に登場するアギラ
映画『大怪獣バトル ウルトラ銀河伝説 THE MOVIE』に登場。
変身できないダンによってウインダム、ミクラスと共に召喚され、ドラコ、ベムスター、サラマンドラと戦う。素早い動きを駆使し、飛行能力を持つドラコをものともせず追い詰め、角攻撃で空中に突き上げて爆破し、勝利する。
- ウインダムやミクラスと違って『平成ウルトラセブン』や『ウルトラマンメビウス』では登場しなかったが、本作品にて平成以降の映像作品への登場を果たした。カプセル怪獣としての映像出演は『ウルトラセブン』のにせウルトラセブン戦以来41年ぶりで、映像内での初勝利でもある。また、アギラも加えたカプセル怪獣3体が勢揃いして戦うのも、映像ではこれが初である[26][注釈 1]。カプセル怪獣を3体並べたのは、造型担当の品田冬樹による提案である[27]。
- 着ぐるみは新規造形[27][22]。

## 『ウルトラマンデッカー』に登場するアギラ
特撮テレビドラマ『ウルトラマンデッカー』第6話「地底怪獣現わる！現わる！」から登場。
アギラのモンスディメンションカードをウルトラDフラッシャーでリードすることにより、出現する。
エネルギーを角に集中しての突進攻撃などを得意とするが、敵に一撃を加えるとデジタル粒子となって瞬時に消えてしまう。
- スーツアクター：梶川賢司（第6・9話）、桑原義樹（第14話）
- スーツは『ウルトラ銀河伝説』の時に作ったもの[29]。

## 『大怪獣バトル ULTRA MONSTERS NEO』に登場するアギラ
『大怪獣バトル ULTRA MONSTERS NEO』第7話「2大怪獣が迫る！」に登場。
バードンに頭を燃やされて虐められていたところに主人公とカネゴンと遭遇し、バトルナイザーの怪獣に助けられる。ウルトラセブンとはぐれたらしく、それを聞いたカネゴンが一緒にセブンを探すと約束したため、彼のバトルナイザーの中に入る。言葉を喋れず、カネゴンに耳打ちする。
ステータスはやはりスピードが高く、さらにアタックも高めであるため、『ウルトラ銀河伝説』での活躍のような強さを見せる。必殺技は、素早い動きを生かした「連続攻撃」、持ち前の突進力を生かして突進し、角かち上げ攻撃を決める「連続角攻撃」、敵に突進した後、セブンにエメリウム光線を撃ってもらう「アギラ、戻れ！」。

## その他の作品に登場するアギラ
- 2007年に開かれたライブステージ『ウルトラヒーローバトル劇場』では、Project DMMの歌をどうしても聞きたかったためにセブンに休みをもらって地球に来たとのことでメビウスが預かってきたが、彼より先に地球に到着する。ウルトラマンゼアスに悪い怪獣と勘違いされ、メビウスにカプセル怪獣であることを説明されると「ミクラスとウインダムは知っているけどアギラは知らない」と言われ、ショックを受ける。
- 『ウルトラゾーン』では、第10話のアイキャッチに仕事を怠けて居眠りしている姿が描かれている[30]。第13話のミニコーナー「怪獣ことわざ」では「ミクラスっこ世にはばかる」のイラストにウインダムとともにミクラスを羨む姿が描かれている[31]ほか、第15話の同コーナーでも「喉元過ぎればアギラを忘れる」という絵が登場する[32]。
- 『ウルトラマンギンガ 劇場スペシャル』では、ウインダムやミクラスと共々ダークルギエルの手によってスパークドールズにされている。
- 『ウルトラマンX』第14話「光る大空、繋がる大地」では、ヒカルが大地に味方の怪獣について紹介する際のイメージに、セブンや他のカプセル怪獣（ミクラス、ウインダム）と共に登場していた。映像は新規撮影。

### 漫画作品
- 『ウルトラマン超闘士激伝』ではセブンの試合を観戦しており、文字が書かれた看板や紙を使って表現を執る。ミクラスやウインダムに比べると登場回数が最も多く、セブンのことを「親分」と慕っている。
- 『ウルトラ忍法帖』では、第9話でミクラスやウインダムと共にセブンによって召喚され、朧党に寝返りセブンを痛めつけたマンをカプセル怪獣トリプル攻撃で叩きのめした。
- 『ウルトラマンSTORY 0』では、惑星オズに生息して成体は8頭身の身体を持つ怪獣として、第59話より登場。暴走したブラックキングからリリパット族を守ろうとするが強固な皮膚に打撃が通じず、ナックル星人に着目されて捕縛される。しかし、ナックル星人らの調教や洗脳を高い精神力で耐え続け、逃亡を図る。激闘を経て卵をゴライアンに託して息絶えた後、孵化した幼体はセブンへ譲られ、彼のカプセル怪獣となる。

### 小説作品
- 『ウルトラセブン EPISODE:0』では、アギラは戦力にならないと見なして使用を避けたことが語られている[要ページ番号]。
- 『ウルトラマンメビウス アンデレスホリゾント』では、GUYSによってマケット怪獣化されているが、登場するのはカプセルのみであり、実際に使用されることはない。

### その他
- 『ウルトラマンタロウ』に登場するトータス親子は、アギラの出身地・アニマル星へ連れて行かれたという裏設定がある[33]。
- 特撮テレビ番組『チビラくん』第74話に登場するチビラくんの住むカイジュウ町の住人に、アギラのスーツが使用された。ピンクの体色をしている。声は栗葉子。
- バラエティ番組『めちゃ×2イケてるッ!』では、『大怪獣バトル ウルトラ銀河伝説 THE MOVIE』の宣伝を兼ねて他の怪獣たちと共にオーディションを受ける役柄で出演。ウルトラ戦士の味方のため、ウルトラマンベリアルの「ウルトラマンを倒すためなら〜○○」という質問には参加しなかった。
- プロバスケットボールbjリーグと円谷プロダクションのコラボ企画として開催された、ウルトラ怪獣を各チームのマスコットキャラクターとしてチームに加える「ウルトラ怪獣ドラフト2010」ではノミネート怪獣として候補に挙がったが、指名はされなかった[34]。
- 2011年1月1日にBS日テレで放送された『徹底検証! ぼくらのウルトラマン伝説 〜昭和のヒーロー「ウルトラQ」、「ウルトラマン」、「ウルトラセブン」誕生秘話〜』[35]では、『セブン』の中で好きな怪獣5位に選ばれた。
- 『ウルトラ怪獣擬人化計画』にて擬人化される。
  - アニメ『怪獣娘（かいじゅうがーるず） 〜ウルトラ怪獣擬人化計画〜』では、アギラの魂を宿した怪獣娘・宮下アキとして登場。同作の主人公を務める。声は飯田里穂が担当。